# Natación en los Juegos Panafricanos de 2015
La natación en los Juegos Panafricanos de 2015 se llevó a cabo entre los días 6 y 11 de setiembre de 2015 en el Kinkele Aquatic Complex en Brazzaville en la que formaron parte 42 eventos (20 de hombre, 20 de mujeres y dos mixtos).

## Resultados

### Masculino
| Evento                     | Oro | Oro        | Plata | Plata    | Bronce | Bronce   |
| -------------------------- | --- | ---------- | --- | -------- | --- | -------- |
| 50 m Libre                 | Douglas Erasmus                                                                                           | 22.61      | Mazen El Kamash                                                                                                   | 22.97    | Clayton Jimmie | 22.98    |
| 100 m Libre                | Clayton Jimmie                                                                                            | 49.93      | Mohamed Samy | 49.97    | Caydon Muller | 50.28    |
| 200 m Libre                | Devon Brown                                                                                               | 1:47.77 GR | Marwan El Kamash                                                                                                  | 1:48.58  | Ahmed Mathlouthi | 1:49.29  |
| 400 m Libre                | Ahmed Akram                                                                                               | 3:48.06    | Devon Brown | 3:48.69  | Ahmed Mathlouthi | 3:51.47  |
| 800 m Libre                | Ahmed Akram                                                                                               | 7:55.36 GR | Marwan El Kamash                                                                                                  | 7:59.54  | Devon Brown | 7:59.57  |
| 1500 m Libre               | Ahmed Akram                                                                                               | 15:11.68   | Ahmed Mathlouti                                                                                                   | 15:30.36 | Brent Szurdoki | 15:35.48 |
|                            | |            | |          | |          |
| 50 m Dorso                 | Mohamed Samy                                                                                              | 25.71      | Richard Ellis | 25.89    | Mohamed Khaled | 26.16    |
| 100 m Dorso                | Richard Ellis                                                                                             | 55.83      | David de Villiers                                                                                                 | 55.84    | Mohamed Samy | 56.31    |
| 200 m Dorso                | Martin Bindell                                                                                            | 2:02.23    | Richard Ellis | 2:02.32  | Mohamed Khaled | 2:04.35  |
|                            | |            | |          | |          |
| 50 m Pecho                 | Cameron van der Burgh                                                                                     | 27.18      | Youssef El Kamash                                                                                                 | 28.10    | Wassim Elloumi | 28.62    |
| 100 m Pecho                | Cameron van der Burgh                                                                                     | 1:00.19 GR | Youssef El Kamash                                                                                                 | 1:02.42  | Wassim Elloumi | 1:02.79  |
| 200 m Pecho                | Ayrton Sweeney                                                                                            | 2:14.41    | Wassim Elloumi | 2:17.80  | Youssef El Kamash | 2:19.03  |
|                            | |            | |          | |          |
| 50 m Mariposa              | Chad le Clos                                                                                              | 23.51      | Omar Eissa | 24.18    | Ahmed Bahgat | 24.94    |
| 100 m Mariposa             | Chad le Clos                                                                                              | 51.24 GR   | Omar Eissa | 53.54    | Nico Meyer | 55.26    |
| 200 m Mariposa             | Ahmed Akram                                                                                               | 1:58.87    | Devon Brown | 1:59.28  | Ahmed Hamdy | 2:01.54  |
|                            | |            | |          | |          |
| 200 m Combinado Individual | Devon Brown                                                                                               | 2:01.71    | Mohamed Khaled | 2:02.38  | Ayrton Sweeney | 2:04.22  |
| 400 m Combinado Individual | Ayrton Sweeney                                                                                            | 4:21.83    | Pedro Pinotes | 4:23.12  | Ahmed Hamdy | 4:23.87  |
|                            | |            | |          | |          |
| Relevo 4 × 100 m Libre     | Sudáfrica Douglas Erasmus (50.29) Clayton Jimmie (49.67) Calvyn Justus (50.05) Caydon Muller (49.68)      | 3:19.69    | Egipto · Omar Eissa (50.61) · Mohamed Khaled (49.98) · Marwan El Kamash (50.27) · Mohamed Samy (49.36)            | 3:20.22  | Argelia Badis Djendouci (52.26) Nazim Belkhodja (50.60) Riyad Djendouci (52.28) Lies Abdelghani Nefsi (51.02)            | 3:26.16  |
| Relevo 4 × 200 m Libre     | Sudáfrica Brent Szurdoki (1:51.94) Calvyn Justus (1:50.68) Devon Brown (1:48.05) Chad le Clos (1:47.95)   | 7:18.62    | Egipto · Marwan El Amrawy (1:51.60) · Mohamed Samy (1:50.63) · Ahmed Akram (1:48.61) · Marwan El Kamash (1:49.81) | 7:20.65  | Túnez Mohamed Mehdi Laagili (1:51.01) Mohamed Ali Chaouachi (1:53.81) Wassim Elloumi (2:01.37) Ahmed Mathlouti (1:58.87) | 7:45.06  |
| Relevo 4 × 100 m Combinado | Egipto · Mohamed Khaled (56.85) · Youssef El Kamash (1:02.10) · Omar Eissa (54.16) · Mohamed Samy (49.33) | 3:42.44    | Sudáfrica Richard Ellis (55.90) Ayrton Sweeney (1:03.39) Nico Meyer (54.37) Clayton Jimmie (49.19)                | 3:42.85  | Túnez Ahmed Mathlouti (58.10) Wassim Elloumi (1:02.93) Mohamed Mehdi Laagili (59.16) Mohamed Ali Chaoachi (51.81)        | 3:52.00  |
|                            | |            | |          | |          |

### Femenino
| Evento                     | Oro | Oro      | Plata | Plata    | Bronce | Bronce   |
| -------------------------- | --- | -------- | --- | -------- | --- | -------- |
| 50 m Libre                 | Farida Osman | 25.12 GR | Karin Prinsloo                                                                                              | 25.79    | Rowan El Badry | 26.04    |
| 100 m Libre                | Farida Osman | 55.41 GR | Karin Prinsloo                                                                                              | 55.69    | Rowan El Badry | 57.03    |
| 200 m Libre                | Karin Prinsloo | 2:00.14  | Marlies Ross                                                                                                | 2:02.61  | Majda Chebaraka | 2:02.63  |
| 400 m Libre                | Karin Prinsloo | 4:18.86  | Majda Chebaraka                                                                                             | 4:19.24  | Marlies Ross | 4:19.43  |
| 800 m Libre                | Majda Chebaraka | 8:58.53  | Charlise Oberholzer                                                                                         | 9:00.15  | Roaia Mashaly | 9:07.94  |
| 1500 m Libre               | Majda Chebaraka | 17:07.82 | Charlise Oberholzer                                                                                         | 17:11.34 | Souad Nafissa Cherouati | 17:18.35 |
|                            | |          | |          | |          |
| 50 m Dorso                 | Jessica Ashley Cooper                                                                                                  | 29.05    | Naomi Ruele                                                                                                 | 29.70    | Alexus Laird | 30.07    |
| 100 m Dorso                | Kirsty Coventry | 1:01.15  | Karin Prinsloo                                                                                              | 1:02.53  | Jessica Ashley Cooper | 1:03.32  |
| 200 m Dorso                | Kirsty Coventry | 2:13.29  | Karin Prinsloo                                                                                              | 2:14.31  | Rim Ouennich | 2:20.16  |
|                            | |          | |          | |          |
| 50 m Pecho                 | Tatjana Schoenmaker | 32.49    | Maii Atif                                                                                                   | 32.58    | Daniela Lindemeier | 32.69    |
| 100 m Pecho                | Tatjana Schoenmaker | 1:09.47  | Maii Atif                                                                                                   | 1:11.07  | Daniela Lindemeir | 1:11.31  |
| 200 m Pecho                | Tatjana Schoenmaker | 2:28.84  | Kelly Gunnell                                                                                               | 2:31.52  | Daniela Lindemeier | 2:34.23  |
|                            | |          | |          | |          |
| 50 m Mariposa              | Farida Osman | 26.31 GR | Vanessa Mohr                                                                                                | 26.39    | Jessica Ashley Cooper | 27.02    |
| 100 m Mariposa             | Farida Osman | 58.83    | Vanessa Mohr                                                                                                | 1:00.26  | Rita Naude | 1:03.86  |
| 200 m Mariposa             | Rene Warnes | 2:16.40  | Rwioda Heshem                                                                                               | 2:17.80  | Mariam Sakr | 2:20.49  |
|                            | |          | |          | |          |
| 200 m Combinado Individual | Kirsty Coventry | 2:16.05  | Marlies Ross                                                                                                | 2:17.57  | Rene Warnes | 2:18.98  |
| 400 m Combinado Individual | Hamida Rania Nefsi | 4:56.75  | Souad Nafissa Cherouati                                                                                     | 4:57.30  | Rwioda Heshem | 4:58.88  |
|                            | |          | |          | |          |
| Relevo 4 × 100 m Libre     | Sudáfrica Marlies Ross (57.91) Jessica Ashley Cooper (57.14) Vannessa Mohr (58.50) Karin Prinsloo (55.49)              | 3:49.04  | Egipto · Rowan El Badry (56.71) · Salma Saber (58.43) · Maii Atif (1:00.13) · Farida Osman (55.03)          | 3:50.30  | Túnez Rim Ouennich (59.61) Farah Ben Khelil (59.69) Asma Ben Boukhatem (1:01.15) Asma Sammoud (59.10)                           | 3:59.55  |
| Relevo 4 × 200 m Libre     | Sudáfrica Rene Warnes (2:04.51) Marlies Ross (2:06.57) Charlise Oberholzer (2:08.04) Karin Prinsloo (2:01.16)          | 8:20.28  | Egipto · Roaia Mashaly (2:05.51) · Salma Saber (2:06.64) · Mariam Sakr (2:07.20) · Rowan El Badry (2:11.19) | 8:30.84  | Argelia Majda Chebaraka (2:03.89) Hamida Rania Nefsi (2:13.31) Souad Nafissa Cherouati (2:08.26) Hannah Taleb Bendiab (2:09.65) | 8:35.11  |
| Relevo 4 × 100 m Combinado | Sudáfrica Jessica Ashley Cooper (1:03.26) Tatjana Schoenmaker (1:11.07) Vannessa Mohr (1:02.10) Karin Prinsloo (55.93) | 4:12.36  | Egipto · Mariam Sakr (1:07.44) · Maii Atif (1:11.10) · Farida Osman (59.72) · Rowan El Badry (56.92)        | 4:15.18  | Túnez Rim Ouennich (1:06.57) Farah Ben Khelil (1:16.88) Asma Sammoud (1:04.68) Asma Ben Boukhatem (1:02.51)                     | 4:29.64  |
|                            | |          | |          | |          |

### Mixtos
| Evento                     | Oro | Oro     | Plata | Plata   | Bronce | Bronce  |
| -------------------------- | --- | ------- | --- | ------- | --- | ------- |
| Relevo 4 × 100 m Libre     | Sudáfrica Chad le Clos (48.50) Clayton Jimmie (50.22) Marlies Ross (57.10) Karin Prinsloo (55.74)           | 3:31.56 | Egipto · Rowan El Badry (56.71) · Mohammed Khaled (50.69) · Farida Osman (55.69) · Mohamed Samy (49.43)     | 3:32.52 | Argelia Nazim Belkhodja (50.70) Souad Nafissa Cherouati (58.36) Badis Djendouci (52.25) Majda Chebaraka (59.62) | 3:49.04 |
| Relevo 4 × 100 m Combinado | Egipto · Mohamed Samy (57.28) · Youssef El Kamash (1:02.67) · Farida Osman (59.27) · Rowan El Badry (56.82) | 3:56.04 | Sudáfrica Jessica Ashley Cooper (1:03.79) Alaric Basson (1:03.04) Nico Meyer (54.63) Karin Prinsloo (54.81) | 3:56.27 | Zimbabue Kirsty Coventry (1:02.10) James Lawson (1:02.92) Tarryn Rennie (1:05.08) Sean Gunn (50.68)             | 4:00.78 |

### Medallero
| #     | País       | Oro | Plata | Bronce | Total |
| ----- | ---------- | --- | ----- | ------ | ----- |
| 1     | Sudáfrica  | 25  | 18    | 11     | 54    |
| 2     | Egipto     | 11  | 18    | 12     | 41    |
| 3     | Argelia    | 3   | 2     | 5      | 10    |
| 4     | Zimbabue   | 3   | 0     | 1      | 4     |
| 5     | Túnez      | 0   | 2     | 9      | 11    |
| 6     | Botsuana   | 0   | 1     | 0      | 1     |
| 6     | Angola     | 0   | 1     | 0      | 1     |
| 8     | Namibia    | 0   | 0     | 3      | 3     |
| 9     | Seychelles | 0   | 0     | 1      | 1     |
| Total | Total      | 42  | 42    | 42     | 126   |